# پای لوبیا
پای لوبیا (انگلیسی: Bean pie) یک پای کاستارد شیرین است که داخل آن از لوبیای له شده (معمولاً لوبیا سفید)، شکر، تخم‌مرغ، شیر، کره و ادویه تشکیل شده است. ادویه‌ها و طعم دهنده‌های رایج عبارتند از وانیل، دارچین و جوز هندی. انواع غیر رایج آن می‌تواند شامل میخک صدپر، زنجبیل، ادویه پای کدو تنبل و عصاره لیمو باشد.